# Torneo Clausura 2018 de los Tigres de la U.A.N.L.
El Clausura 2018 inicia el sábado 5 de enero del 2018 para el equipo de los Tigres de la Universidad Autónoma de Nuevo León. Este artículo muestra las estadísticas de los partidos que se juegan durante dicho certamen

## Plantilla: Temporada 2017-2018
| N.º | Nombre                 | Nacionaliidad             | Posición | Edad    | Observaciones              |
| --- | ---------------------- | ------------------------- | -------- | ------- | -------------------------- |
| 1   | Nahuel Guzmán          | Bandera de Argentina      | POR      | 39 años | Desde 2005 - Canterano     |
| 2   | Israel Jiménez         | Bandera de México         | DEF      | 35 años | Desde 2008 - Canterano     |
| 3   | Juninho                | Bandera de Brasil         | DEF      | 42 años | Desde 2010 - Capitán       |
| 4   | Hugo Ayala             | Bandera de México         | DEF      | 37 años | Desde 2010 - Internacional |
| 5   | Rafael Carioca         | Bandera de Brasil         | MED      | 36 años | Desde 2017                 |
| 6   | Jorge Torres Nilo      | Bandera de México         | DEF      | 37 años | Desde 2010 - Internacional |
| 8   | Lucas Zelarayán        | Bandera de Argentina      | MED      | 32 años | Desde 2016                 |
| 9   | Eduardo Vargas         | Bandera de Chile          | DEL      | 35 años | Desde 2017                 |
| 10  | André-Pierre Gignac    | Bandera de Francia        | DEL      | 39 años | Desde 2011                 |
| 13  | Enner Valencia         | Bandera de Ecuador        | DEL      | 35 años | Desde 2017                 |
| 14  | Jorge Iván Estrada     | Bandera de México         | DEF      | 41 años | Desde 2011                 |
| 15  | Timothée Kolodziejczak | Bandera de Martinica      | DEF      | 36 años | Desde 2017                 |
| 16  | Raúl Damián Torres     | Bandera de México         | MED      | 28 años | Desde 2017 - Canterano     |
| 17  | José Francisco Torres  | Bandera de Estados Unidos | MED      | 37 años | Desde 2013                 |
| 18  | Ismael Sosa            | Bandera de Argentina      | MED      | 38 años | Desde 2016                 |
| 19  | Larry Vásquez          | Bandera de México         | DEL      | 32 años | Desde 2017                 |
| 20  | Javier Aquino          | Bandera de México         | MED      | 34 años | Desde 2015 - Internacional |
| 21  | Francisco Meza         | Bandera de Colombia       | DEF      | 33 años | Desde 2016                 |
| 23  | Jair Díaz              | Bandera de México         | DEF      | 31 años | Desde 2017 - Canterano     |
| 24  | Jorge Cruz             | Bandera de México         | DEF      | 40 años | Desde 2017 - Canterano     |
| 25  | Jürgen Damm            | Bandera de México         | MED      | 36 años | Desde 2015 - Internacional |
| 26  | Jhory Celaya           | Bandera de México         | MED      | 25 años | Desde 2017 - Canterano     |
| 27  | Alberto Acosta         | Bandera de México         | MED      | 37 años | Desde 2010 - Canterano     |
| 28  | Luis Rodríguez         | Bandera de México         | DEF      | 34 años | Desde 2016                 |
| 29  | Jesús Dueñas           | Bandera de México         | MED      | 35 años | Desde 2009 - -Canterano    |
| 30  | Miguel Ortega          | Bandera de México         | POR      | 44 años | Desde 2017                 |
| 31  | Luis Martínez          | Bandera de México         | MED      | 28 años | Desde 2014 - Canterano     |
| 32  | Julio Ibarra           | Bandera de México         | MED      | 30 años | Desde 2017 - -Canterano    |
| 33  | Miguel Quintanilla     | Bandera de México         | DEL      | 37 años | Desde 2017 - Canterano     |
| 35  | Rafael Durán           | Bandera de México         | DEL      | 37 años | Desde 2010 - Canterano     |
| 36  | Eduardo Fernández      | Bandera de México         | POR      | 37 años | Desde 2017                 |

## Altas y bajas: Clausura 2018
| Altas   | Altas    | Altas       | Altas | Altas |
| Jugador | Posición | Procedencia | Tipo  |       |
| ------- | -------- | ----------- | ----- | ----- |

| Bajas           | Bajas         | Bajas            | Bajas    | Bajas |
| Jugador         | Posición      | Destino          | Tipo     |       |
| --------------- | ------------- | ---------------- | -------- | ----- |
| Enrique Palos   | Portero       | Bravos de Juárez | Préstamo |       |
| Damián Álvarez  | Mediocampista |                  | Retiro   |       |
| Arley Rodríguez | Delantero     | Lobos BUAP       | Cesion   |       |

## Lesiones
| Dorsal | Jugador        | Tiempo  |
| ------ | -------------- | ------- |
| 21     | Francisco Meza | 7 Meses |

## Tabla General
|     | Equipos     | PJ | PG | PE | PP | GF | GC | Dif. | Pts. |
| --- | ----------- | -- | -- | -- | -- | -- | -- | ---- | ---- |
| 1.  | Toluca      | 17 | 11 | 3  | 3  | 24 | 13 | 11   | 36   |
| 2.  | América     | 17 | 7  | 8  | 2  | 24 | 14 | 10   | 29   |
| 3.  | Monterrey   | 17 | 8  | 5  | 4  | 30 | 21 | 9    | 29   |
| 4.  | Santos      | 17 | 9  | 2  | 6  | 29 | 20 | 9    | 29   |
| 5.  | Tigres      | 17 | 7  | 7  | 3  | 23 | 16 | 7    | 28   |
| 6.  | Tijuana     | 17 | 6  | 7  | 4  | 18 | 12 | 6    | 25   |
| 7.  | UNAM        | 17 | 6  | 6  | 5  | 24 | 24 | 0    | 24   |
| 8.  | Morelia     | 17 | 7  | 3  | 7  | 22 | 24 | -2   | 24   |
| 9.  | Pachuca     | 17 | 6  | 5  | 6  | 29 | 27 | 2    | 23   |
| 10. | Puebla      | 17 | 7  | 2  | 8  | 23 | 24 | -1   | 23   |
| 11. | Necaxa      | 17 | 4  | 10 | 3  | 21 | 15 | 6    | 22   |
| 12. | Cruz Azul   | 17 | 5  | 7  | 5  | 22 | 18 | 4    | 22   |
| 13. | León        | 17 | 6  | 4  | 7  | 24 | 33 | -9   | 22   |
| 14. | Querétaro   | 17 | 4  | 6  | 7  | 13 | 18 | -5   | 18   |
| 15. | Atlas       | 17 | 5  | 3  | 9  | 17 | 26 | -9   | 18   |
| 16. | Veracruz    | 17 | 5  | 3  | 9  | 12 | 25 | -13  | 18   |
| 17. | Guadalajara | 17 | 3  | 6  | 8  | 14 | 24 | -10  | 15   |
| 18. | Lobos BUAP  | 17 | 2  | 3  | 12 | 18 | 33 | -15  | 9    |

1Datos oficiales de la página oficial de la competición.
| Simbología |
| --- |
| Pos – Posición; PJ – Partidos Jugados; PG - Partidos Ganados; PE - Partidos Empatados; PP - Partidos Perdidos; GF – Goles a Favor; GC – Goles en Contra; DIF – Diferencia de Goles; PTS - Puntos. |

|  | Líder, Clasifica a Liguilla (1º Lugar). |
|  | Clasifica a Liguilla (2º a 8º Lugar).   |
|  | Eliminado (9º a 18º Lugar).             |

### Evolución de la Clasificación
Fecha de actualización: 29 de abril de 2018
| Equipo / Jornada | 01 | 02 | 03 | 04 | 05 | 06 | 07 | 08 | 09 | 10 | 11 | 12 | 13 | 14 | 15 | 16 | 17 |
| ---------------- | -- | -- | -- | -- | -- | -- | -- | -- | -- | -- | -- | -- | -- | -- | -- | -- | -- |
| Toluca           | 9  | 15 | 11 | 11 | 11 | 7  | 10 | 9  | 4  | 3  | 3  | 2  | 1  | 1  | 1  | 1  | 1  |
| América          | 5  | 5  | 7  | 4  | 2  | 2  | 1  | 1  | 1  | 2  | 2  | 4  | 4  | 3  | 3  | 5  | 2  |
| Monterrey        | 7  | 4  | 6  | 2  | 1  | 3  | 4  | 7  | 3  | 8  | 8  | 6  | 5  | 5  | 5  | 3  | 3  |
| Santos           | 1  | 8  | 3  | 5  | 7  | 4  | 2  | 2  | 2  | 1  | 1  | 1  | 2  | 2  | 2  | 2  | 4  |
| Tigres           | 16 | 10 | 13 | 6  | 8  | 11 | 11 | 10 | 6  | 4  | 4  | 3  | 3  | 4  | 4  | 4  | 5  |
| Tijuana          | 12 | 7  | 8  | 3  | 5  | 9  | 12 | 8  | 10 | 6  | 7  | 8  | 8  | 7  | 7  | 8  | 6  |
| UNAM             | 2  | 1  | 1  | 1  | 3  | 1  | 3  | 3  | 5  | 9  | 9  | 9  | 9  | 12 | 10 | 6  | 7  |
| Morelia          | 8  | 6  | 14 | 7  | 4  | 5  | 7  | 5  | 11 | 7  | 5  | 5  | 6  | 6  | 6  | 7  | 8  |
| Pachuca          | 14 | 12 | 9  | 13 | 14 | 13 | 6  | 11 | 7  | 10 | 11 | 11 | 13 | 8  | 8  | 9  | 9  |
| Puebla           | 4  | 11 | 4  | 10 | 6  | 8  | 5  | 4  | 8  | 5  | 6  | 7  | 7  | 11 | 13 | 11 | 10 |
| Necaxa           | 11 | 13 | 15 | 12 | 12 | 10 | 9  | 6  | 9  | 12 | 10 | 10 | 10 | 10 | 9  | 10 | 11 |
| Cruz Azul        | 10 | 3  | 5  | 9  | 10 | 14 | 15 | 15 | 15 | 15 | 14 | 14 | 16 | 14 | 14 | 12 | 12 |
| León             | 3  | 2  | 2  | 8  | 9  | 6  | 8  | 12 | 12 | 11 | 12 | 12 | 15 | 16 | 12 | 13 | 13 |
| Querétaro        | 17 | 9  | 10 | 14 | 15 | 12 | 13 | 13 | 13 | 13 | 13 | 13 | 11 | 13 | 15 | 15 | 14 |
| Atlas            | 15 | 17 | 17 | 18 | 17 | 18 | 18 | 18 | 18 | 18 | 18 | 18 | 17 | 17 | 17 | 16 | 15 |
| Veracruz         | 13 | 16 | 16 | 16 | 13 | 15 | 14 | 14 | 14 | 14 | 16 | 16 | 14 | 9  | 11 | 14 | 16 |
| Guadalajara      | 6  | 14 | 12 | 15 | 16 | 16 | 16 | 16 | 17 | 16 | 15 | 15 | 12 | 15 | 16 | 17 | 17 |
| Lobos BUAP       | 18 | 18 | 18 | 17 | 18 | 17 | 17 | 17 | 16 | 17 | 17 | 17 | 18 | 18 | 18 | 18 | 18 |

## Fase Regular

### PueblavsTigres de la UANL
| Fecha               | Local  | Visitante         | Marcador | Goles del Local               | Goles del Visitante |
| ------------------- | ------ | ----------------- | -------- | ----------------------------- | ------------------- |
| 5 de enero del 2018 | Puebla | Tigres de la UANL | 2 - 1    | Brayan Angulo Francisco Acuña | Enner Valencia      |

### Tigres de la UANLvsSantos Laguna
| Fecha               | Local             | Visitante     | Marcador | Goles del Local                 | Goles del Visitante |
| ------------------- | ----------------- | ------------- | -------- | ------------------------------- | ------------------- |
| 13 de enero de 2018 | Tigres de la UANL | Santos Laguna | 2 - 1    | Ismael Sosa André-Pierre Gignac | Djaniny Tavares     |

### QuerétarovsTigres de la UANL
| Fecha                | Local     | Visitante         | Marcador | Goles del Local | Goles del Visitante |
| -------------------- | --------- | ----------------- | -------- | --------------- | ------------------- |
| 20 de enero del 2018 | Querétaro | Tigres de la UANL | 0 - 0    | ---------       | ---------           |

### Tigres de la UANLvsPachuca
| Fecha                | Local             | Visitante | Marcador | Goles del Local                                  | Goles del Visitante        |
| -------------------- | ----------------- | --------- | -------- | ------------------------------------------------ | -------------------------- |
| 27 de enero del 2018 | Tigres de la UANL | Pachuca   | 3 - 2    | Eduardo Vargas Javier Aquino André-Pierre Gignac | Ángelo Sagal Keisuke Honda |

### Pumas de la UNAMvsTigres de la UANL
| Fecha                | Local            | Visitante         | Marcador | Goles del Local                     | Goles del Visitante |
| -------------------- | ---------------- | ----------------- | -------- | ----------------------------------- | ------------------- |
| 4 de febrero de 2018 | Pumas de la UNAM | Tigres de la UANL | 2 - 0    | Alejandro Arribas , Matías Alustiza | ---------           |

### Tigres de la UANLvsAmérica
| Fecha                 | Local             | Visitante | Marcador | Goles del Local     | Goles del Visitante |
| --------------------- | ----------------- | --------- | -------- | ------------------- | ------------------- |
| 10 de febrero de 2018 | Tigres de la UANL | América   | 1 - 1    | André-Pierre Gignac | Jérémy Ménez        |

### Lobos de la BUAPvsTigres de la UANL
| Fecha                  | Local            | Visitante         | Marcador | Goles del Local | Goles del Visitante |
| ---------------------- | ---------------- | ----------------- | -------- | --------------- | ------------------- |
| 13 de febrero del 2018 | Lobos de la BUAP | Tigres de la UANL | 0 - 0    | --------        | --------            |

### Tigres de la UANLvsAtlas de Guadalajara
| Fecha                 | Local             | Visitante            | Marcador | Goles del Local             | Goles del Visitante |
| --------------------- | ----------------- | -------------------- | -------- | --------------------------- | ------------------- |
| 17 de febrero de 2018 | Tigres de la UANL | Atlas de Guadalajara | 2 - 0    | André-Pierre Gignac 2 Goles | ----------          |

### Tigres de la UANLvsMonarcas Morelia
| Fecha                  | Local             | Visitante        | Marcador | Goles del Local                    | Goles del Visitante |
| ---------------------- | ----------------- | ---------------- | -------- | ---------------------------------- | ------------------- |
| 24 de febrero del 2018 | TIgres de la UANL | Monarcas Morelia | 2 - 1    | André-Pierre Gignac Rafael Carioca | Raúl Ruidíaz        |

### Tiburones Rojos de VeracruzvsTIgres de la UANL
| Fecha               | Local                       | Visitante         | Marcador | Goles del Local | Goles del Visitante                 |
| ------------------- | --------------------------- | ----------------- | -------- | --------------- | ----------------------------------- |
| 4 de marzo del 2018 | Tiburones Rojos de Veracruz | Tigres de la UANL | 0 - 2    | ----------      | Lucas Zelarayán André-Pierre Gignac |

### Tigres de la UANLvsXolos de Tijuana
| Fecha                | Local             | Visitante        | Marcador | Goles del Local     | Goles del Visitante |
| -------------------- | ----------------- | ---------------- | -------- | ------------------- | ------------------- |
| 10 de marzo del 2018 | Tigres de la UANL | Xolos de Tijuana | 1 - 0    | André-Pierre Gignac | ---------           |

### Chivas de GuadalajaravsTigres de la UANL
| Fecha               | Local                 | Visitante         | Marcador | Goles del Local | Goles del Visitante |
| ------------------- | --------------------- | ----------------- | -------- | --------------- | ------------------- |
| 16 de marzo de 2018 | Chivas de Guadalajara | Tigres de la UANL | 0 - 0    | ---------       | ---------           |

### Tigres de la UANLvsLeón
| Fecha               | Local             | Visitante | Marcador | Goles del Local                                         | Goles del Visitante |
| ------------------- | ----------------- | --------- | -------- | ------------------------------------------------------- | ------------------- |
| 31 de marzo de 2018 | Tigres de la UANL | León      | 4 - 1    | Enner Valencia Rafael Carioca Javier Aquino Ismael Sosa | Mauro Boselli       |

### Diablos Rojos de TolucavsTigres de la UANL
| Fecha               | Local                   | Visitante         | Marcador | Goles del Local | Goles del Visitante |
| ------------------- | ----------------------- | ----------------- | -------- | --------------- | ------------------- |
| 8 de marzo del 2018 | Diablos Rojos de Toluca | Tigres de la UANL | 1- 0     | Ángel Reyna     | --------            |

### Tigres de la UANLvsCruz Azul
| Fecha                  | Local             | Visitante | Marcador | Goles del Local            | Goles del Visitante        |
| ---------------------- | ----------------- | --------- | -------- | -------------------------- | -------------------------- |
| 14 de febrero del 2018 | Tigres de la UANL | Cruz Azul | 2 - 2    | Jürgen Damm Eduardo Vargas | 2 GOLES Martín Cauteruccio |

### NecaxavsTigres de la UANL
| Fecha                | Local  | Visitante         | Marcador | Goles del Local          | Goles del Visitante |
| -------------------- | ------ | ----------------- | -------- | ------------------------ | ------------------- |
| 21 de abril del 2018 | Necaxa | Tigres de la UANL | 1 - 1    | Carlos González Espínola | Eduardo Vargas      |

### Clásico Regiomontano No.116:Tigres de la UANLvsRayados de Monterrey
| Fecha                | Local             | Visitante            | Marcador | Goles del Local                    | Goles del Visitante     |
| -------------------- | ----------------- | -------------------- | -------- | ---------------------------------- | ----------------------- |
| 28 de abril del 2018 | Tigres de la UANL | Rayados de Monterrey | 2 - 2    | Enner Valencia André-Pierre Gignac | 2 GOLES Nicolás Sánchez |

## Fase final (Liguilla)

### Cuartos de final
Tigres de la UANL vs Santos Laguna
| Fecha             | Local             | Visitante     | Marcador | Goles del Local                | Goles del Visitante |
| ----------------- | ----------------- | ------------- | -------- | ------------------------------ | ------------------- |
| 3 de mayo de 2018 | Tigres de la UANL | Santos Laguna | 2 - 0    | Hugo Ayala André-Pierre Gignac | --------            |

Santos Laguna vs Tigres de la UANL
| Fecha              | Local         | Visitante         | Marcador | Goles del Local                  | Goles del Visitante |
| ------------------ | ------------- | ----------------- | -------- | -------------------------------- | ------------------- |
| 6 de mayo del 2018 | Santos Laguna | Tigres de la UANL | 2- 0     | Osvaldo Martínez Djaniny Tavares | ----------          |

TIGRES UANL ELIMINADO DEL TORNEO CLAUSURA 2018, SANTOS LAGUNA PASA A LAS SEMIFINALES CONTRA LAS ÁGUILAS DEL AMÉRICA

## Máximos goleadores
| Número de escuadra | Nombre                                      | Nacionalidad                                                 | Goles |
| ------------------ | ------------------------------------------- | ------------------------------------------------------------ | ----- |
| 10                 | André-Pierre Gignac                         | Bandera de Francia                                           | 9     |
| 13 y 9             | Enner Valencia y Eduardo Vargas             | Bandera de Ecuador · Bandera de Chile                        | 3     |
| 18, 20 y 5         | Ismael Sosa, Javier Aquino y Rafael Carioca | Bandera de Argentina · Bandera de México · Bandera de Brasil | 2     |
| 25                 | Jürgen Damm                                 | Bandera de México                                            | 1     |

## Listas de Lesiones
| Número de escuadra | Nombre         | Nacionalidad        | Tiempo de recuperación |
| ------------------ | -------------- | ------------------- | ---------------------- |
| 21                 | Francisco Meza | Bandera de Colombia | 7 Meses                |
| 20                 | Javier Aquino  | Bandera de México   | 1 Mes                  |

NOTA: En negrita es que se curó antes de que terminara el torneo
- Datos: Q52084533